# Municipio de Sunny Slope
El municipio de Sunny Slope (en inglés: Sunny Slope Township) es un municipio ubicado en el condado de Bowman en el estado estadounidense de Dakota del Norte. En el año 2010 tenía una población de 9 habitantes y una densidad poblacional de 0,07 personas por km².

## Geografía
El municipio de Sunny Slope se encuentra ubicado en las coordenadas 46°9′38″N 103°57′23″O / 46.16056, -103.95639. Según la Oficina del Censo de los Estados Unidos, el municipio tiene una superficie total de 132,69 km², de la cual 132,4 km² corresponden a tierra firme y (0,21%) 0,28 km² es agua.

## Demografía
Según el censo de 2010, había 9 personas residiendo en el municipio de Sunny Slope. La densidad de población era de 0,07 hab./km². De los 9 habitantes, el municipio de Sunny Slope estaba compuesto por el 100% blancos.